# HK VP9半自動手槍
HK VP9（Heckler & Koch VP9）是一系列由德国槍械製造商黑克勒&科赫在2014年所設計和生產的聚合物底把、擊鐵擊發式半自動手槍，是以HK P30為基礎加以研發的改進型。先後推出9×19毫米和.40 S&W這兩種手枪口徑，9毫米口徑的钢製可拆卸式雙排彈匣的容量為15發，而.40 S&W口徑則為13發。
VP9亦有使用獨特的改進設計，更符合人體工程學的特徵；它所具有的特點是，減少了操作時所造成的壓力，改進擊鐵擊發式的擊鐵簧可靠性和擊鐵的打擊力，並同時增加使用者操作和射擊的時侯的舒適度。在歐洲市場則稱為SFP9。
槍名當中的「VP」意為（人民手槍），亦意味著其繼承了該公司所研製、世界上第一把純雙動操作與聚合物底把的手槍HK VP70的地位。至於歐洲版名稱中的「SFP」則指（擊鐵擊發式手槍）。

## 歷史
根據生產商介紹，該手槍是在2014年6月推出以前花費四年多的時間所研發的。
VP9是黑克勒&科赫2014年推出的新產品。該槍取消了USP系列手槍的迴轉式擊錘設計，改為使用與格洛克手槍相似的平移擊鐵擊發式設計。
VP9標誌著德國VP70的擊鐵擊發技術的回歸，並且成為同類型的第四代格洛克17、瓦爾特PPQ和SIG P320的競爭對手。在同類型的手槍競爭當中，特別要注意的是賦予給握把在形狀和塗層上的處理。

## 設計細節
和過去的P2000、P30與HK45一樣，VP9是一把短後座行程作用操作、閉膛待擊半自動手枪，它使用了改良式無閉鎖凸耳的槍機，而垂直傾斜槍管的設計亦是來自HK USP系列自動裝填手槍，以及最現代化的無閉鎖凸耳半自動射擊系統。鋼製滑套左側刻有HK VP9及其口徑銘文，下槍身則是由聚合物材料製作，使得全槍質量較輕。
技術上，與VP9最接近的是P30。P30手槍是黑克勒&科赫在2006年推出的一款成功之作。VP9的歐洲版分為兩種版本，分別命名為SFP9-SF和SFP9-TR。後者還設有一個加重扳機扣力和延長扳機復位行程的扳機，以符合德國警用手槍的法例。
VP9裝有非常靈巧的控制部件，藉由安裝在扳機護環附近兩側的雙槳式彈匣釋放卡筍，和裝在槍身右側的延長型無彈後定桿釋放桿，除了右手，左手控制槍械也能實現靈活操作；而兩手皆可讓拇指舒服地操作，進而快速識別彈盡和更換彈匣。
所有的P30手槍都具有自動擊錘保險和擊鐵保險。
VP9手槍採用黑克勒&科赫常用的多邊形膛線槍管，以钢材、冷鍛法和鍍铬工藝製造出來的槍管具有多邊形的輪廓，槍管內製6條右旋膛線，膛線纏距為1：9.8。該槍管與P30手槍槍管一樣採用火砲級別的鋼材冷鍛製造，足以確保使用壽命。而且測試證明，P30槍管壽命超過90,000發子彈，推斷新槍的使用壽命不低於90,000發。套筒則是由硝酸滲碳所製成的鋼材所製成，十分堅硬。VP9亦跟隨著最近的現代手槍設計趨勢，大量地採用耐高溫、耐磨損的聚合物及鋼材混合材料以減輕全槍重量和生產成本。
主要金屬成分，比如鋼製套筒都經過氮化保護表面處理。黑克勒-科赫指出這種表面的“HE”（Hostile Environment，惡劣環境）處理，硝基氣體滲碳，產生的黑色氧化膜，是極其堅硬的。它能夠使這手槍抗磨損和腐蚀，包括避免接觸海水，這種處理使得它特別適合作為個人隱蔽攜帶的手槍，而高聚氯乙烯耐處理並可以減少手槍受到汗水的影響。
在滑套尾部、照門下方兩側另設有帶防滑紋的聚合物製小突起，在拉動滑套的過程中，既方便手指操作，也可使操作中槍身更好地保持平衡，以便快速推彈上膛，這可是一般手槍上所沒有的。
由於移除了擊鎚，故此VP9的扳機扣力很輕，輕扣扳機即可實現擊發。其扳機扣力也由P30的51牛頓（11.47磅力，雙動操作）降為24牛頓（5.4磅力）；雖然扳機行程延長至61毫米（2.4英吋），但扳機復位迅速。
VP9的後座力亦很小，復進簧的設計既提高了持槍人對手槍的控制力，也減小了對手槍部件的損耗，有助於提高機構部件的使用壽命。
VP9亦跟隨著最近的現代手槍設計趨勢，大量地採用耐高溫、耐磨損的聚合物及钢材混合材料以減輕全槍重量和生產成本。與其他手槍設計不同的是，VP9的握把使用了延續至P30的模塊化可調節型握把設計，以適應個別需要。握把可以換裝3種可更換式後方握把片和3種側面握把片，兩者皆有小型、中型和大型這3種尺寸。不論是後方握把片和側面握把片的組裝都可以完全地隨機選擇換裝的，包括對稱和不對稱，總共有27種不同握把片配置。這樣就令使用者可以因應其手掌大小而自由調節握把的形狀和尺寸，更適合至幾乎可以適應任何的手形。其調整更換相當簡單，只需幾分鐘便可完成。加上握把上亦具有手指凹槽的設計，以及可更換握把護板的表面防滑處理，因此射擊時比較穩定和準確的，在雨天射擊也可保證手槍的穩定性與準確性。即使是女性也可以舒適地握緊和射擊。
VP9的機械瞄具包括後方的方形缺口式照門及前方的片狀準星，瞄準基線長為162毫米（6.38英吋）。三點式準星上已經塗上了非放射性光致发光的超級夜光塗料，可以在照明條件不利以下透過增強對比協助瞄準以及射擊。在使用方面，VP9外表面沒有尖銳棱角，拔槍動作完全可以達到流暢順利的等級。
VP9還在套筒下、底把的扳機護環前方的防塵蓋整合了一條MIL-STD-1913式戰術燈安裝導軌，以安裝各種戰術燈、雷射瞄準器和其他戰術配件，最大載重可達159g而不影響正常射擊。安裝後是十分穩固的，而且無需使用任何工具輔助安裝。
VP9的彈匣在沒有上子彈時的重量為93克（3.28盎司，0.21磅）。

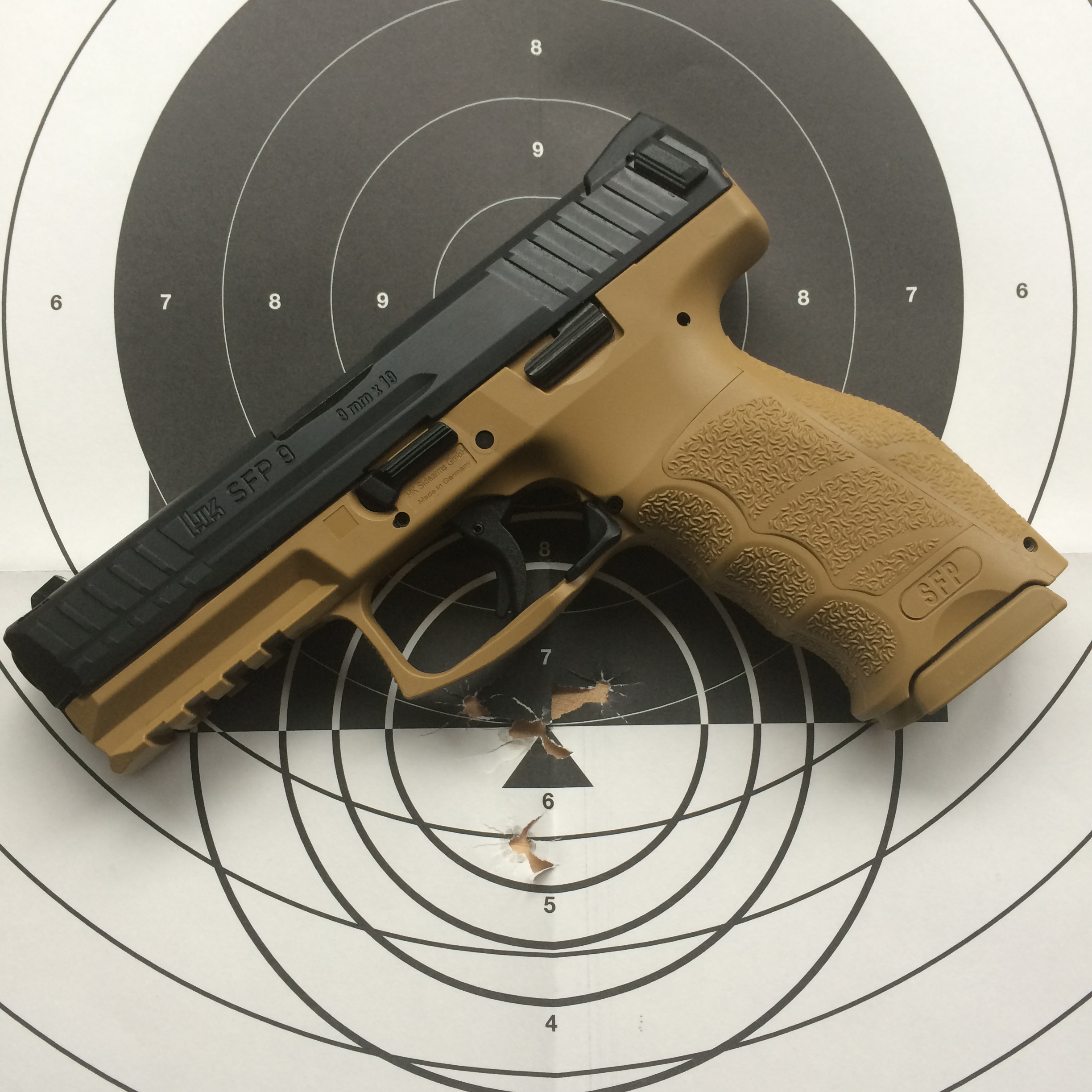
沙色底把的HK SFP9-SF。

清潔VP9的時候，可以在不需要任何工具以下就將VP9不完全分解成各個組件。分解手槍的時候，握槍手不需要離開握把就可以分解套筒，即使動手能力不強的人也可輕鬆拆解。先拆下彈匣，前後拉動滑套（若膛室為上膛中，此時拋殼挺會將彈拋出），然後使滑套復位。在膛室無彈的情況以下再後拉滑套，並順時針旋動扳機上方的分解旋鈕，即可取下滑套、復進簧、槍管組件。使用擦槍布擦拭膛室及槍管、復進簧、滑套以後，便可作重新組裝，組裝的順序與分解順序相反。組裝完成以後，在安裝彈匣之前，應前後拉動滑套數次，以確保滑套、復進簧動作順暢。整個拆裝、擦拭過程應當不超過5分鐘。若果使用噴霧清潔槍械的話還可縮短時間。
VP9預設上已將抽殼鉤兼作上膛指示器，抽殼鉤前部上方塗有紅色標記，當膛室已經處於狀態之時，抽殼鉤前部向外突出於套筒表面；其非常醒目的上方紅色標記，可提醒使用者注意有一發子彈在膛室內。同樣地，擊鐵尾部也塗有紅點，擊鐵的位置可以藉由套筒後方的孔所看見，擊鐵處於待擊位置時，其尾部突出於套筒後部，射手一眼便能看見，可作為的擊鐵是否準備待擊與否的指示器。VP9亦設有扳機保險、擊鐵保險裝置，可以預防非主動扣動扳機情形下的走火。
VP9出廠時配備了一個結實而精緻的槍箱，槍箱採用硬質塑料製成，內部附有厚實墊料。每把VP9配有兩個彈匣及快速裝彈裝置，亦可收納於槍箱之中。槍箱內還可收納可更換式後方握把片和側面握把片。

## 衍生型

### 歐洲版本
自2016年起，黑克勒-科赫在歐洲推出了四種9毫米型號：消光暗沙色（FDE）、灰色、橄欖綠色和帶螺紋槍管的戰術型號：

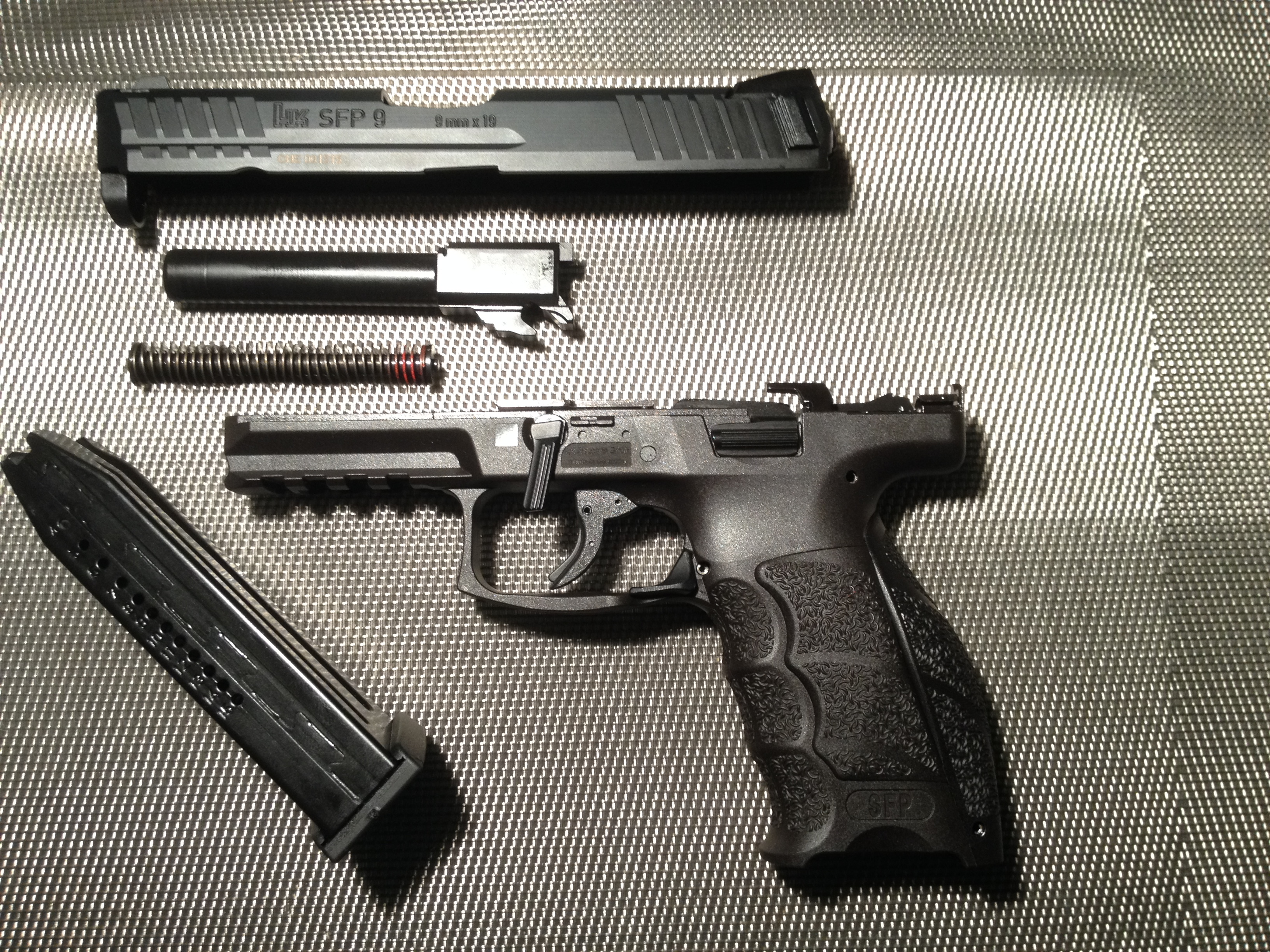
分解以後的HK-SFP9 LSH。

- SFP9-SF：由於其扳機的特點，SFP9-SF衍生型是由黑克勒-科赫作為一把特種部隊手槍銷售，而非作為警察專用型手槍。SFP9-SF的扳機行程大約是6毫米（0.2英寸），扳機復位相對的短至3毫米（0.1英寸），而扳機扣力大約是24牛頓（5.4磅力）。[4]
- SFP9-TR：根據德國警察技術規格（TR，意為：9×19毫米口徑手槍的技術規格指引；最新修訂版：2008年1月），獲得德國警用任務型手槍認證的手槍的首發扳機扣力需要大於或等於30牛頓（6.74磅力），扳機行程大於或等於10毫米（0.39英寸），而扳機復位行程則大於或等於4毫米（0.16英寸）。[5]SFP9-TR的扳機行程大約是11毫米（0.4英寸），扳機復位相對的短至5毫米（0.2英寸），而扳機扣力大約是30—35牛頓（6.7—7.9磅力），以遷就德國法律所規定的警用任務型手槍。[3]
- SFP9 M：水際型。設有加大上彈輔助板及更多更密的滑套鋸齒紋。另外槍身序號等訊息改為加深刻字，避免因侵蝕而變得不可讀。
- SFP9 OR：預切瞄具安裝座的SFP9。
- SFP9 SD：可裝上消聲器的衍生型。
- SFP9 SK：袖珍型號，裝有86毫米槍管。
- SFP9 L：長滑套型號，裝有127毫米槍管。
- SFP9 L OR：預切瞄具安裝座的SFP9 L。
- SFP40：.40 S&W口徑版。

### 美國版本
美國市場的VP9可選用各種顏色槍身，包括黑色、消光暗沙色（FDE）、灰色、橄欖綠色和午夜青銅色。2020年起所有VP9皆會預切瞄具安裝座、改用與15發同尺寸的17發彈匣及改用全黑照門配高可見度準星。2021年，H&K推出了改裝套件，供用家將自己擁有的15發彈匣升級為17發彈匣。
- VP9：美國市場的標準版本。附帶兩個彈匣和標準型三點式瞄具。
- VP9-B：改用彈匣釋放鈕的VP9，其餘部件與VP9完全通用。
- VP9L：5英吋槍管加長滑套套件，可供VP9及VP9-B使用。
- VP9L OR：預切瞄具安裝座的VP9L，附帶彈匣為20發加長彈匣。
- VP9SK：袖珍型號，附帶兩個10發彈匣。
- VP9SK-B：限量生產，改用彈匣釋放鈕的VP9SK，其餘部件與VP9完全通用。附帶10發彈匣和13發加長彈匣各一。
- VP9LE／VP9SKLE：執法機關衍生型，包括一個額外的彈匣和氚光夜間瞄具。
- VP9 TACTICAL：戰術衍生型，裝有M13.5×1螺紋槍管和夜間瞄具。附帶三個彈匣。2021年起會預切瞄具安裝座、配上抑制器高度準星及照門、並改用17發彈匣。
- VP40：.40 S&W口徑版。

## 使用國
- 比利时
  - 比利時海關
  - 比利時邊防部隊
- 德国：
  - 薩克森州警察—2015年訂購11,000多把SFP9手槍（將於2016年至2018年交付）[8]
  - 梅克倫堡-西波美拉尼亞的州警察（英语：Landespolizei）—訂購5,700把手槍[9]
  - 下萨克森的州警察（英语：Landespolizei）—大約22,000把手槍將會連續地取代以前的HK P2000半自動手槍。[10]
  - 柏林警察（英语：Berlin Police）
  - 勃蘭登堡州警察
  - 德國聯邦國防軍特種部隊單位
- 日本
  - 陸上自衛隊：防衛省於2019年12月6日宣佈SFP9擊敗APX及格洛克17成為陸自次世代手槍[11]，並以「9mm手槍SFP9（日語：９ｍｍ拳銃ＳＦＰ９）」為名採用。發布會中展示的為無手動保險SFP9 M[12]，但未知是否全數手槍皆會為SFP9 M。最終預計採購14,000把SFP9。在令和2及3年（2020及2021年）國防預算中，皆以2000萬日圓分別購買了323把[13]及297把[12]SFP9。
  - 日本警察槍械對策部隊（日语：銃器対策部隊）[14][15]
- 立陶宛
  - 立陶宛武裝部隊
- 盧森堡
  - 大公國警察（英语：Grand Ducal Police）
- - 大韓民國警察廳警察特攻隊
- 瑞士
  - 地方警察部門
- 乌克兰
  - 烏克蘭武裝部隊
- 美国
  - 地方警察部門

## 流行文化

### 电影
- 2015年—：由全球犯罪組織魔鬼黨所使用，其中一把被（James Bond，丹尼尔·克雷格飾演）奪取。
- 2017年-《捍衛任務2：殺神回歸》（英語：John Wick: Chapter 2）: 侍酒師提供武器，在他拿取GLOCK34和GLOCK26手槍時，旁邊還有一把VP9。

## 資料來源
1. 1 2 3 4 5  . Hk-usa.com. 2014-07-11  [2015-06-18]. （原始内容存档于2015-06-18）.
2. ↑  . Hk-usa.com. 2014-06-10  [2015-06-18]. （原始内容存档于2015-09-07）.
3. 1 2  . Heckler-koch.com.   [2015-06-18]. （原始内容存档于2015-05-01）.
4. ↑  . Heckler-koch.com.   [2015-06-18]. （原始内容存档于2015-05-03）.
5. ↑   (PDF).   [5 December 2014]. （原始内容 (PDF)存档于2014年11月29日）.
6. ↑  . Heckler & Koch.   [2020-02-21]. （原始内容存档于2020-02-21） （美国英语）.
7. ↑  Austin R. . The Firearm Blog. 2021-07-23  [2021-07-25]. （原始内容存档于2021-07-25） （美国英语）.
8. ↑  .   [2015年12月20日]. （原始内容存档于2015年12月22日）.
9. ↑  .   [2016-01-16]. （原始内容存档于2015-12-22）.
10. ↑  .   [2016-06-11]. （原始内容存档于2016-04-09）.
11. ↑  . www.mod.go.jp.   [2019-12-06]. （原始内容存档于2019-12-07） （日语）.
12. 1 2  防衛省.  (pdf). 2020-09-30  [2020-10-03]. （原始内容存档 (PDF)于2020-11-01） （日语）.
13. ↑  防衛省.  (PDF). 2019-12-20  [2020-05-23]. （原始内容存档 (PDF)于2020-04-06） （日语）.
14. ↑  . 2024-01-28  [2024-01-28]. （原始内容存档于2024-01-28） （日语）.
15. ↑  SATマガジン・チャンネル. . youtube.com. 2024-01-18  [2024-01-18]. （原始内容存档于2025-01-11） （日语）.

## 外部連結
- （英文）—Modern Firearms—Heckler - Koch HK VP9 pistol（页面存档备份，存于）
- （英文）—The Firearm Blog.com—
  - Gun Review: H&K VP9（页面存档备份，存于）
  - Trijicon Sights for HK VP9（页面存档备份，存于）
  - HK Adding New Products at SHOT（页面存档备份，存于）
  - Top 5 Guns for Valentine’s Day for the Gun-Loving Woman In Your Life（页面存档备份，存于）
  - FRAG OUT! Test Drive The H&K SFP9 (VP9)（页面存档备份，存于）
  - Product Announcement: HK VP9 Pistol（页面存档备份，存于）
  - Heckler & Koch VP40s Have Shipped（页面存档备份，存于）
  - H&K VP9（页面存档备份，存于）
  - New VP9 Holsters From Safariland（页面存档备份，存于）
  - The H&K VP9（页面存档备份，存于）
  - H&K brings .40 to VP series（页面存档备份，存于）
  - POTD: Marco’s “Get Home Bag”（页面存档备份，存于）
  - A Tale of Two Volkspistoles: The H&K VP9 & VP40（页面存档备份，存于）
  - POTD: H&K SFP9 (The Politically Correct VP9)（页面存档备份，存于）
  - HKParts.net Magazine Extension Kits（页面存档备份，存于）
  - The Flaw of Averages（页面存档备份，存于）
  - BREAKING: US Army Selects .40 S&W, Advances HK VP40, SIG P320, Canik TP40AF in MHS Trials（页面存档备份，存于）
  - Why No Volkspistole? POLITICAL CORRECTNESS, or Trademark dispute?（页面存档备份，存于）
  - HK Gets Its FDE On（页面存档备份，存于）
  - POTD: H&K Goodness In RAL8000（页面存档备份，存于）
  - HK VP Tactical（页面存档备份，存于）
  - XTECH Makes the VP9 3-Gun Ready with +5 Magazine Extender（页面存档备份，存于）
  - SSVI & SilencerCo VP9-Osprey 9K Summit Package（页面存档备份，存于）
  - H&K VP9 Tactical Video（页面存档备份，存于）
- （英文）—The Truth About Guns.com—
  - New From Heckler & Koch: VP9 9mm Striker Fired Pistol（页面存档备份，存于）
  - Gun Review: Heckler & Koch VP9（页面存档备份，存于）
  - James Bond Dumps His Walther for a H&K VP9（页面存档备份，存于）
  - Question of the Day: .40?（页面存档备份，存于）
  - Gun Review: H&K VP40（页面存档备份，存于）
  - Heckler & Koch at the 2015 Texas Firearms Festival. Come and Shoot It!（页面存档备份，存于）
  - Show Us Your Favorite Round Contest（页面存档备份，存于）
- （英文）—Guns & Ammo.com—
  - People's Pistol: HK VP9 Review
  - G&A 2014 Handgun of the Year: Heckler & Koch VP9（页面存档备份，存于）
  - First Look: HK VP40 Pistol（页面存档备份，存于）
- （英文）—Handguns Magazine.com—
  - First Look: Heckler & Koch VP9（页面存档备份，存于）
  - The People’s Pistol: HK VP9 Review（页面存档备份，存于）
- （英文）—Tactical Life.com—
  - Highly Anticipated VP9 9mm Pistol Announced by Heckler & Koch（页面存档备份，存于）
  - Sneak Peek: Heckler & Koch’s New Striker-Fired VP9（页面存档备份，存于）
  - Heckler & Koch’s Striker-Fired VP9 Is Finally Here（页面存档备份，存于）
  - Top 18 Full-Size Guns From COMBAT HANDGUNS in 2014—HECKLER & KOCH VP9（页面存档备份，存于）
  - 11 Top Striker-Fired Pistols For Law Enforcement（页面存档备份，存于）
  - New For 2015: Heckler & Koch’s Striker-Fired VP9（页面存档备份，存于）
  - 26 Concealed Carry Pistols For 2015（页面存档备份，存于）
  - Heckler & Koch Adds .40 Caliber VP40 to Striker Fired Pistol Line（页面存档备份，存于）
  - Heckler & Koch’s VP40: The VP9’s ‘Big Brother’（页面存档备份，存于）
  - 26 New Mid- To Full-Sized Handguns On the Market（页面存档备份，存于）
- （英文）—Personal Defense World.com—
  - Heckler & Koch VP9: A New Striker Fired Pistol（页面存档备份，存于）
  - Preview: The HK VP9 Delivers Striker-Fired Defense!（页面存档备份，存于）
  - CrossBreed Announces Holster Fits for Heckler & Koch VP9（页面存档备份，存于）
  - Gun Review: Heckler & Koch VP9, the new ‘People’s Pistol’（页面存档备份，存于）
  - Trijicon Introduces Bright & Tough and HD Night Sights for the H&K VP9（页面存档备份，存于）
  - Safariland Adds More than Thirty Holster Fits for Heckler & Koch VP9（页面存档备份，存于）
  - 10 Fast & Furious .40 S&W Handguns（页面存档备份，存于）
  - Concealed Carry Comparison: Steyr M40-A1 vs. HK VP40（页面存档备份，存于）
  - Heckler & Koch Introduces New Flat Dark Earth, Tactical Models（页面存档备份，存于）
- （英文）—American Rifleman.org—
  - Heckler & Koch VP9（页面存档备份，存于）
  - HK's VP9: Total Reset（页面存档备份，存于）
  - American Rifleman 2015 Golden Bullseye Award Winners（页面存档备份，存于）
  - Tonight on American Rifleman TV—Jan. 28, 2015: Trijicon World Shooting Championship, Part 1
  - American Rifleman's 2015 Golden Bullseye Awards（页面存档备份，存于）
  - H&K Adds .40 S&W Cal. to VP Line（页面存档备份，存于）
- （简体中文）—D Boy Gun World（槍炮世界）—VP9 / VP40手枪（页面存档备份，存于）